# BlueSky Software
BlueSky Software era un'azienda statunitense dedita allo sviluppo di videogiochi con sede in California, fondata da George Kiss nel 1988 e chiusa nel 2001.
L'azienda era una sussidiaria di Interplay Entertainment, ma dopo la chiusura è stata acquisita da Titus Software.

## Videogiochi

### Atari 7800
- Basketbrawl (1990)
- Klax (1992)[1]
- Mat Mania Challenge (1990)
- Mean 18 (1989)
- Motor Psycho (1990)
- Ninja Golf (1990)
- Scrapyard Dog (1990)
- Xenophobe (1989)

### Atari XE
- Mat Mania Challenge (1989)
- Xenophobe (1989)

### Atari Lynx
- Cyberball 2072 (1991)
- NFL Football (1992)
- Ninja Gaiden (1990)

### Amiga
- Hare Raising Havoc (1991)
- PGA Tour Golf

### Commodore 64
- Arachnophobia (1991)
- Avoid the Noid (1989)

### MS-DOS
- Arachnophobia (1991)
- ASSASSIN 2015 (1996)
- Goosebumps: Attack of the Mutant (1997)
- Hare Raising Havoc (1991)
- PC USA
- PC Globe
- Relativity (1998)
- Total Control Football (1996)
- Welcome to the Future (1995)

### Master System
- Dick Tracy (1990)
- Joe Montana Football (1990)

### Game Gear
- Ariel The Little Mermaid (1992)
- Joe Montana Football (1991)
- NFL '95 (1995)

### Genesis
- Ariel the Little Mermaid (1991)
- College Football's National Championship (1994)
- College Football's National Championship 2 (1995)
- Desert Demolition Starring Road Runner and Wile E. Coyote (1995)
- Joe Montana Football (1990)
- Jurassic Park (1992)
- Jurassic Park Rampage Edition (1994)
- NFL Football '93 featuring Joe Montana (1992)
- NFL Football Sports Talk '94 (1994)
- Shadowrun (1994)
- Starflight (1991)
- Techno Clash (Electronic Arts 1993)
- The Ren & Stimpy Show: Stimpy's Invention (1993)
- Vectorman (1995)
- Vectorman 2 (1996)
- World Series Baseball (1994)
- World Series Baseball '95 (1995)
- World Series Baseball '96 (1996)
- World Series Baseball '98 (1998)

### SEGA 32X
- Spider-Man: Web of Fire (1996)
- World Series Baseball (1995)

### PlayStation
- Evil Zone (1999)
- KazMania (1997)
- Superman (2000)

### Applet
- Destroyer (2000)
- Flam (2000)
- Hole in one (2000)
- Power Grid (2000)
- Sky Battle (2000)